# X Aquilae
 X Aquilae är en pulserande variabel av Mira Ceti-typ i stjärnbilden Örnen. Variationerna upptäcktes av den skotska astronomen Williamina Fleming.
Stjärnan varierar mellan visuell magnitud +8,3 och 15,5 med en period av 350 dygn.